# سونيا لي (مغنية)
سونيا لي (بالإنجليزية: Sonia Leigh)‏ هي مغنية مؤلفة ومغنية أمريكية، ولدت في 1 ديسمبر 1978.

## وصلات خارجية
- الموقع الرسمي
- سونيا لي على موقع IMDb (الإنجليزية)
- سونيا لي على موقع ميوزك برينز (الإنجليزية)
- سونيا لي على موقع أول ميوزيك (الإنجليزية)
- سونيا لي على موقع ديسكوغز (الإنجليزية)